# Philippe Ulrich
Philippe Ulrich (ur. 28 marca 1951) – francuski projektant gier komputerowych i muzyk, jeden z pionierów branży gier komputerowych we Francji.
Początkowo działalność swą przejawiał jako twórca albumów, między innymi Le Roi du Gasoil (1978) zrealizowanego dla Columbia Broadcasting System. Karierę twórcy elektronicznej rozrywki rozpoczął w 1984 roku, dołączając do studia ERE Informatique. Jego pierwszym dziełem była adaptacja gry planszowej Reversi.
Pierwszym znaczącym dziełem Ulricha była Captain Blood (1988), zrealizowana przy wsparciu artysty i programisty Didiera Bouchona. Umiejscowiona w realiach fantastyki naukowej gra traktowała o tytułowym kapitanie Blood, którego zadaniem było zniszczenie pięciu klonów samego siebie. Na potrzeby gry Ulrich stworzył własny język „bluddyjski”, którym porozumiewają się postacie w niej zawarte. Inspirowana malarstwem Hansa Rudolfa Gigera produkcja była ilustrowana przez muzykę Jeana Michela Jarre’a. Ulrich ową produkcją ustanowił specyficzny nurt we francuskiej branży gier komputerowych, nazwany „French touch”, polegający na rozbudowanej narracji oraz świecie gry, a także na użyciu technik produkcji typowych dla kinematografii.
W 1992 roku Ulrich założył studio Cryo Interactive, przyczyniając się do produkcji gry komputerowej Dune, opartej na powieści Diuna Franka Herberta. Po bankructwie Cryo w 2002 roku Ulrich poświęcił się produkcji albumów muzycznych. Odznaczony w 1999 roku Orderem Sztuki i Literatury za wybitny wkład artystyczny.